# Bouchra Okbi
 (avril 2022).
Si vous disposez d'ouvrages ou d'articles de référence ou si vous connaissez des sites web de qualité traitant du thème abordé ici, merci de compléter l'article en donnant les références utiles à sa vérifiabilité et en les liant à la section « Notes et références ».
Bouchra Okbi, née le 31 mai 1985 à Alger, est une comédienne et actrice algérienne, principalement connue pour avoir joué le rôle de Sarah dans la série télévisée Djemai Family ainsi que celui de Yasmine  dans la série Chahra.

## Biographie
Bouchra Okbi a participé dans de nombreuses productions comme le Printemps noir.
Bouchra est aussi mannequin décrochant le titre de la première dauphine. Remarquée par les producteurs de films par son charisme et sa présence sur scène, elle fut sollicitée pour jouer son premier rôle dans le film Cousines réalisé par Lyes Salem en 2004. 
Bouchra est devenue ainsi l'une des figures emblématiques de la nouvelle génération d'actrices en Algérie.[réf. nécessaire]
Elle a remporté le Fennec d'or pour le meilleur second rôle féminin, pour son rôle dans le feuilleton Daouamate El Hayate.

## Filmographie

### Cinéma
- 2002 : El-Gharib
- 2004 : Cousines
- 2005 : Hocine Visa 2
- 2006 : Migria Fi Douarna
- 2008 : Indama Tatamared El-Akhlaq

### Télévision
- 2002 : El Ghayeb
- 2005 : Printemps noir
- 2006 : Chahra : Yassmine
- 2008-2009 : Djemai Family 1 : Sarah
- 2011 : Djemai Family 3 : Sarah
- 2015 : Jaweb Terbah
- 2016-2017 : La Famille web
- 2019 : manskonch m3a yamak
- 2020 : Vide wel Covid

## Distinctions
- Elle reçoit le prix du meilleur second rôle féminin dans la nuit Fennec d'or.
- Elle reçoit le prix de la première dauphine au concours de Miss el Djazaïr en 2004[réf. nécessaire].